# Leszek Balcerowicz
Leszek Henryk Balcerowicz (Lipno, 19 gennaio 1947) è un economista polacco.
È stato ministro delle finanze e vice-primo ministro del suo Paese, nonché Presidente della Banca Centrale di Polonia.
È stato inoltre Presidente del think tank Bruegel.
Nel 2006 ha ricevuto il premio Galeria Chwały Polskiej Ekonomii.